# Bridgeview
Bridgeview è un comune (village) degli Stati Uniti d'America, nella contea di Cook dello Stato dell'Illinois ed è situata a circa 21 km dal Chicago Loop. La zona è famosa soprattutto per la presenza dello stadio Toyota Park, terreno casalingo della squadra dei Chicago Fire militante nella Major League Soccer.